# 캘빈 데이비스
캘빈 데이비스(Calvin Davis, 1972년 4월 2일 ~ )는 400m에 주로 나간 전 미국의 육상 선수이며, 400m 허들에서 자신의 성공으로부터 명예를 가졌다.
앨라배마주 유토에서 태어난 데이비스는 1996년 애틀랜타 올림픽에서 400m 허들 종목의 동메달을 획득하였다.
대학적으로 그는 아칸소 대학교를 위하여 기초적으로 400m 단거리달리기 선수로 활약하였으며, 후반까지 허들을 배우지 않았다.
그는 400m의 NCAA 실내 타이틀을 우승하였다. 2013년 아칸소 대학교 육상 명예의 전당에 헌액되었다.